# Hedatri, Sagar
Hedatri là một làng thuộc tehsil Sagar, huyện Shimoga, bang Karnataka, Ấn Độ.